# Mohamed Cheikhna Taleb Moustaph
 (juillet 2025).
Il peut être nécessaire de l'améliorer pour respecter le principe de neutralité de point de vue. Veuillez consulter la page de discussion pour plus de détails.

 (juillet 2025).
Mohamed Cheikhna Taleb Moustaph est un officier général mauritanien de la Marine nationale mauritanienne. Il a été chef d’état-major particulier du président de la République islamique de Mauritanie en avril 2017, puis chef d’état-major de la Marine nationale mauritanienne en juin 2020.

## Biographie

### Formation
Né en 1961 dans la moughataa du Hodh El Gharbi, Mohamed Cheikhna Taleb Moustaph est admis à l’École navale en 1981 après avoir réussi le concours international francophone. Il obtient également un DEUG en droit à l'Université de Nouakchott.
Il a suivi des formations complémentaires à:
- Pôle écoles Méditerranée (France)
- École d'état-major (Tunisie)
- École de guerre (France)
- Collège de défense de l'OTAN (Italie)
- Institut des hautes études de défense nationale (France)
- Center for Strategic and International Studies (États-unis)
- Near East South Asia Center for Strategic Studies (États-unis)

### Carrière militaire

#### En mer (1983–1998)
Il commence sa carrière comme officier en second, puis commandant à bord de plusieurs patrouilleurs de la marine mauritanienne : 
- le El VAIZ
- le Dar El Barka
- le N’Madi

Ses missions principales consistent en la surveillance des zones maritimes nationales, la lutte contre la pêche illégale et les trafics illicites.

#### À terre
Il occupe ensuite plusieurs postes de commandement :
- Commandant des bases navales de Nouadhibou et de Nouakchott
- Directeur du Centre d’instruction naval (CIN)
- Commandant des Ateliers militaires de la flotte (AMF)
- Chef des opérations de la Marine nationale
- Délégué à la surveillance des pêches et au contrôle en mer (DSPCM)

#### État-major et diplomatie
De 1998 à 2001, il est directeur adjoint de la Marine nationale, puis devient délégué à la surveillance des pêches jusqu'en 2005.
De 2005 à 2015, il est conseiller du chef d’état-major général des Armées, chargé de la coopération internationale, notamment avec l’OTAN et dans le cadre du Dialogue 5+5.
De 2015 à 2017, il est attaché militaire naval et aérien auprès de l’ambassade de Mauritanie à Paris.
Le 4 avril 2017, il est nommé chef d’état-major particulier du président de la République.
Le 8 juin 2020, il est nommé chef d’état-major de la Marine nationale mauritanienne. Il est admis à la reserve militaire le 31 décembre 2023 après 42 ans de service. 

## Distinctions
- Commandeur de l’Ordre du Mérite national[4] (Mauritanie)
- Chevalier de la Légion d'honneur (France)
- Chevalier de l’Ordre du Mérite maritime (France)
- Officier de l’Ordre national du Lion du Sénégal (Sénégal)